# Psenafa
El Psenafa - Псенафа o Псенафo (rus) - és un riu de Rússia que passa per la República d'Adiguèsia i pel krai de Krasnodar, al sud del país. És un afluent per l'esquerra del Labà, de la conca hidrogràfica del riu Kuban.
Neix als vessants septentrionals del Caucas, al nord de Maikop, a Sovetski. Discorre en direcció sobretot nord-oest, passant per les poblacions de Podgorni, Gruixovi, Podgorni (Rodnikí), Vostotxni, Xkólnoie, Mali Dukmassov, Txernígovski, Berejnoi, Lantratov, Gontxarka, Kapustin, Stepnoi, Novoalekséievskoie, Sredni Dukmassov, Bolxoi Brodovoi, Mali Brodovoi, Arkhípovskoie, Amóssov, Verbin, Bolxesidoróvskoie i Djambitxi.